# Заједница (ТВ серија)
Заједница (енгл. Community) је америчка получасовна хумористичка серија која се емитовала на каналу Ен-Би-Си у периоду од 2009. до 2014. године, а затим на стриминг платформи Јаху! Скрин током 2015. године.
Радња серије прати дешавања у општинском факултету у фикционалном граду Гриндејлу и авантуре ученика тог факултета. У серији глуме: Џоел Макхејл, Џилијан Џејкобс, Дени Пуди, Ивет Никол Браун, Алисон Бри, Доналд Главер, Кен Џонг, Чеви Чејс и Џим Раш.
Творац Ден Хармон засновао је серију на својим искуствима док је похађао општински факултет у Глендејлу у Лос Анђелесу. Ден је био шоуранер за прве три и последње две сезоне Заједнице.
Критичари су похвалили серију због довитљивих сценарија који су често употребљавали пародије на популарну културу и  мета-хумор.
Првих пет сезона Заједнице емитоване су на каналу Ен-Би-Си, а шеста (последња) сезона серије приказанa je на стриминг платформи Јаху скрин.
Од првог априла 2020. године, све сезоне Заједнице су доступне на стриминг платформи Нетфликс. Заједница је такође доступна на стриминг платформи Хулу.
Заједница се емитује са преводом на српски на каналу Cinestar TV Comedy. Од 2018. године, Заједница се емитује на каналу Пинк 2 (у октобру 2020. године, преименован у канал RedTV).

## Сажетак
Џеф Вингер (Џоел Макхејл) је суспендован из своје адвокатске фирме када се сазна да је он лажирао своју диплому са Универзитета Колумбија. Да би могао што пре да се врати у своју фирму, Џеф уписује локални колеџ у градићу Гриндејл у Колораду. Он се убрзо заљубљује у колегиницу Бриту Пери (Џилијан Џејкобс) и, да би што више времена провео са њом, креира лажну групу за учење шпанског језика. Брита у групу позива Абеда Надира (Дени Пуди), асоцијалног момка који је опседнут популарном културом, који затим у групу позива Троја Барнса (Доналд Главер), бившег средњошколског рагбисту, Ени Едисон (Алисон Бри), наивну одликашицу, Ширли Бенет (Ивет Никол Браун), веома религиозну домаћицу, и Пирса Хоторна (Чеви Чејс), ексцентричног и задртог милионера. Овој групи се придружује декан факултета Крејг Пелтон (Џим Раш) и професор шпанског сењор Бен Ченг (Кен Џонг). Прича серије прати ову поставу кроз њихове авантуре.

## Ликови
Џоел Мекхејл као Џефри "Џеф" Вингер - суспендовани адвокат који се уписује у Гриндејл општински факултет када се сазна да је његова диплома са Универзитета Колумбија у ствари диплома из државе Колумбије. Џеф је нарциста и женскарош, често приказан као особа која је превише кул за авантуре својих другара. Џеф користи свој шарм и трикове да убеди људе да раде његов посао уместо њега, али искрено брине за чланове своје групе за учење.
Џилијан Џејкобс као Брита Пери - анархиста, атеиста, и активиста која се исписала из средње школе да би путовала по целом свету и борила се за правду. Брита се уписује у Гриндејл да би преусмерила свој живот на нешто боље. У серији се појављује израз "бритовање" (назван по Брити) који генерално описује процес кварења нечега.
Дени Пуди као Абед Надир - филмски студент који је опседнут популарном културом и има скоро енциклопедијско знање о телевизијским серијама и филмовима. Абед има потешкоћа у споразумевању са другим људима, и његови пријатељи верују да он има Аспергеров синдром. Абед је главни извор мета-хумора у серији и чини се да је свестан да се налази у серији па често упоређује авантуре својих другара са клишеима који се појављују у филмовима и серијама. Док је истраживао за потребе развоја карактера Абеда, креатор Ден Хармон је схватио да поседује симптоме Аспергеровог синдрома. Иако то никад није изречено у самој серији, претпоставља се да и Абед болује од неке форме аутизма.
Ивет Никол Браун као Ширли Бенет - хришћанка и самохрана мајка која се уписала у Гриндејл да би започела посао продавања колача. Ширли често преузима улогу "мајке групе", и иако је мирна и пуна љубави, јако брзо плане и користи осећај кривице да добије шта пожели од својих пријатеља.
Алисон Бри као Ени Едисон - одликашица, која је ишла у средњу школу са Тројем. Ени је опседнута успехом и веома је организована. Уписала је Гриндејл након што није успела да упише колеџ који је желела због зависности од Адерала. Ова зависност јој је донела надимак Адерал Ени. Док је ишла у средњу школу, била је јако непопуларна, до те мере да су је и професори мрзели. Обично је добродушна, срдачна и опуштена, али лако развија опседнутост када нешто не иде по плану или нешто не успе да постигне.
Доналд Главер као Трој Барнс - бивши средњошколски рагбиста који је изгубио стипендију за колеџ када је повредио оба рамена док је прескакао буре за пиво. Касније се открива да је ово учинио намерно да би избегао притисак славе. Трој почиње причу као стереотипични кул лик, али током серије постаје опуштенији и прихвата своју штреберску страну када постане Абедов најбољи пријатељ. Средином пете сезоне, Трој напушта главну поставу серије и одлази на пут око света.
Чеви Чејс као Пирс Хоторн - милионер који се уписује у Гриндејл из досаде и осећаја самоспознаје. Пирс је наследник компаније Хотхорн Марамица. Пирс се најчешће сукобљава са остатком групе због своје задртости, ароганције, и недостатка емпатије. Иако се Пирс често сукобљава са групом, он некада уме да покаже своју нежнију страну и да глуми улогу "оца групе". На крају четврте сезоне Пирс одлучује да димпломира. На почетку пете сезоне, Пирс умире и престаје да се појављује у серији.
Кен Џонг као Сењор Бен Ченг - ментално нестабилни професор шпанског језика на Гриндејлу. Након што се открије да он не поседује квалификације за професора, Бен постаје ученик Гриндејла и постаје део групе за учење. Ченг је играо улогу пријатеља и супарника групе за учење, и у једном тренутку је развио "Чангнезију"  (реч амнезија помешана са његовим именом; дугорочна шала унутар серије) и преименовао се у Кевин.
Џим Раш као Декан Крејг Пелтон - декан Гриндејла који очајнички жели да Гриндејл постане факултет који је вредан поштовања. Ово га често супротставља са Градским факултетом. Иако његова сексуалност није никада изречена, Пелтон је страствени кросдресер и често се облачи у лудачке костиме. Пелтон има опсесивну симпатију према Џефу Вингеру и отворено говори да су група за учење његови омиљени ученици.
| Карактер     | Глумац           | Сезона           | Сезона           | Сезона       | Сезона       | Сезона          | Сезона           |
| Карактер     | Глумац           | 1                | 2                | 3            | 4            | 5               | 6                |
| ------------ | ---------------- | ---------------- | ---------------- | ------------ | ------------ | --------------- | ---------------- |
| Џеф Вингер   | Џоел Макхејл     | Главна улога     | Главна улога     | Главна улога | Главна улога | Главна улога    | Главна улога     |
| Брита Пери   | Џилијан Џејкобс  | Главна улога     | Главна улога     | Главна улога | Главна улога | Главна улога    | Главна улога     |
| Абед Надир   | Дени Пуди        | Главна улога     | Главна улога     | Главна улога | Главна улога | Главна улога    | Главна улога     |
| Ширли Бенет  | Ивет Никол Браун | Главна улога     | Главна улога     | Главна улога | Главна улога | Главна улога    | Секундарна улога |
| Ени Едисон   | Алисон Бри       | Главна улога     | Главна улога     | Главна улога | Главна улога | Главна улога    | Главна улога     |
| Трој Барнс   | Доналд Главер    | Главна улога     | Главна улога     | Главна улога | Главна улога | Главна улога    |                  |
| Пирс Хоторн  | Чеви Чејс        | Главна улога     | Главна улога     | Главна улога | Главна улога | Гостујућа улога |                  |
| Бен Ченг     | Кен Џонг         | Главна улога     | Главна улога     | Главна улога | Главна улога | Главна улога    | Главна улога     |
| Крејг Пелтон | Џим Реш          | Секундарна улога | Секундарна улога | Главна улога | Главна улога | Главна улога    | Главна улога     |

## Сезоне

### Прва сезона
Пилот Заједнице је први пут емитован на каналу Ен-Би-Си, у четвртак, 17. септембра 2009. године. Прва сезона је сачињена од 25 епизода, од којих су последње три наручене накнадно. Ова сезона садржи прву епизоду која је пародија другог дела (епизода "Contemporary American Poultry" која је пародија филма "Добри момци"), и прву пејнтбол епизоду која је чинила финале прве сезоне (епизода "Modern Warfare"). Последња епизода прве сезоне је емитована 10. маја 2010. године.
Поред главне поставе, гостујуће улоге имају Џек Блек, Овен Вилсон, Блејк Кларк, Патон Освалт, Тони Хејл, Ентони Мајкл Хол, Ли Мејџорс, Катарина МекФи, Џери Мајнор, и Лиса Рина.
Већи део серије су режирали браћа Русо, Ентони и Џо, који ће касније бити заслужни за развијање Марвеловог филмског универзума.
Прва сезона Заједнице је хваљена од стране критичара и има оцену 69 на Метакритику.

### Друга сезона
Прва епизода друге сезоне Заједнице је први пут емитована на каналу Ен-Би-Си, 23. септембра 2010. године. Ен-Би-Си је обновио Заједницу за другу сезону 5. марта 2010. године. Друга сезона је сачињена од 22 епизоде од којих су последње две наручене накнадно. Ова сезона садржи прву анимирану епизоду серије ("Abed's Uncontrollable Christmas") која је анимирана тако да подсећа на анимиране новогодишње специјале као што је Рудолф. За ову епизоду је основана компанија за анимацију Старбурнс Индустрис која је наставила да ради са Хармоном на његовој анимираној серији Хармонквест. Финале друге сезоне је сачињено од две пејнтбол епизоде где је прва пародија вестерн филмова, а друга пародија филмова Ратова Звезда. Последња епизода друге сезоне је емитована 12. маја 2011. године.
Поред главне поставе, гостујуће улоге имају Хилари Даф, Левар Бертон, Дру Кери, Роб Кордри, Елајза Куп, Џош Холовеј, Амбер Ланкастер, Брит Марлинг, Џери Мајнор, Тиг Нотаро, Мејти Шварц, Стивен Тоболовски, Пол Ф. Томпкинс, Мет Волш, и Бети Вајт.
Друга сезона Заједнице је такође хваљена од стране критичара и има оцену 86 на Метакритику.

### Трећа сезона
Прва епизода треће сезоне Заједнице је први пут емитована на каналу Ен-Би-Си, 22. септембра 2011. године. Ен-Би-Си је обновио Заједницу за трећу сезону 17. марта 2011. године. Трећа сезона је сачињена од 22 епизоде. Нови карактери професора биологије (Мајкл К. Вилијамс) и заменик декана Лејбурн (Џон Гудман) постају главни споредни карактери.
У новембру 2011. године, Ен-Би-Си је најавио да ће заменити Заједницу са серијом Телевизијска посла у свом распореду. Ово је изазвало навалу фанова који су на социјалним мрежама тражили да се Заједница не укине. Популаризовали су се хаштагови #SaveCommunity (Спасимо Заједницу), #SixSeasonsAndAMovie (Шест сезона и филм, интерна шала из серије), и #OccupyNBC (Окупирајмо Ен-Би-Си). Јутјуб канал CollegeHumor је објавио снимак под називом "Save Greendale" (Спасимо Гриндејл) у којој постава серије промовише серију. Ен-Би-Си је на фановима одговорио да ће се остатак треће сезоне емитовати, али да је одатле будућност серије несигурна.
22. децембра 2011. године, фанови серије су се окупили испред Ен-Би-Сијевог Рокефелер Центра у Њујорку. Они су били обучени у новогодишњу одећу, имали су на себи брадице из "најмрачније временске осе" (алузија на трећу епизоду треће сезоне), и певали су песму "O' Christmas Troy" из епизоде "Comparative Religion" из прве сезоне. Група је такође навијала "Go Greendale, go Greendale, go". Последња епизода треће сезоне је емитована 17. маја 2012. године.
Поред главне поставе, гостујуће улоге имају Џордан Блек, Кит Дејвид, Ђанкарло Еспозито, Кирк Фокс, Џеф Гарлин, Луис Гузман, Лезли Хендрикс, Мајкл Ајронсајд, Таран Килам, Травис Шулдт, Мартин Стар, Френч Стјуарт, и Малколм-Џамал Ворнер.
Трећа сезона Заједнице има позитивне рецензије од стране критичара и има оцену 82 на Метакритику.

### Четврта сезона
Прва епизода четврте сезоне Заједнице је први пут емитована на каналу Ен-Би-Си, 7. фебруара 2013. године. Ен-Би-Си је обновио Заједницу за четврту сезону 10. маја 2012. године. Четврта сезона је сачињена од 13 епизода. Пре почетка четврте сезоне, Ден Хармон, креатор серије, је смењен као шоуранер серије и уместо њега су шоуранери постали Моузес Порт и Дејвид Гуарасио (који су својевремено урадили ситком Ванземаљци у Америци). Поред Хармона шоу су напустили и Дино Стаматопулос, Крис Мекена, Нил Голдман, и Гарет Донован. Шоу су такође напустили и браћа Русо, да би режирали филм Капетан Америка: Зимски Војник.
Током снимања епизоде "Advanced Documentary Filmmaking" глумцу Чевију Чејсу се није допао начин на који је његов карактер приказан као расиста. Док је приказивао своје фрустрације Чејс је искористио расну увреду "црнчина" (nigger) што је засметало другим члановима поставе. Чејс је после тога напустио сет.  Чејс се касније вратио да сними додатне сцене (и да да глас свом лику у епизоди "Intro to Felt Surrogacy"), али је 21. новембра најавио да је напустио серију. Финална епизода четврте сезоне представља последњу епизоду у којој се Чеви Чејс појављује као сталан члан глумачке поставе. Последња епизода четврте сезоне је емитована 9. маја 2013. године.
Поред главне поставе, гостујуће улоге имају Џејсон Александар, Сара Барилије, Џејмс Бролин, Адам Девајн, Крис Диамантопулос, Софи Б. Хокинс, Триша Хелфер, Бри Ларсон, Наташа Легеро, Мет Лукас, Иквал Теба, Лук Пери, и Џени Гарт.
Четврта сезона Заједнице је поделила фанове и критичаре серије и има оцену 69 на Метакритику. Ова сезона серије је ретроактивно прозвана "година процурелог гаса" (gas-leak year).

### Пета сезона
Прва епизода пете сезоне Заједнице је први пут емитована на каналу Ен-Би-Си, 2. јануара 2014. године. Ен-Би-Си је обновио Заједницу за пету сезону 10. маја 2013. године. Пета сезона је сачињена од 13 епизода. Ден Хармон је најавио да ће се вратити као шоуранер серије 1. јуна 2013. године. Са Деном Хармоном, у серију су се вратили Дино Стаматопулос, Крис Мекена, и браћа Русо. Нови карактер професора криминологије База Хикија (Џонатан Бенкс) постаје главни споредни карактер, а карактер Ијана Данкана (Џон Оливер) се враћа у глумачку поставу после паузе од две године.
Глумац Доналд Главер одлучује да напусти глумачку поставу Заједнице да би се фокусирао на своју реп каријеру (касније Доналд Главер постаје репер Чајлдиш Гембино) и појављује се у првих пет епизода сезоне. Прва епизода ове сезоне је последња епизода Заједнице у којој се појављује карактер Чевија Чејса, Пирс Хоторн.
У мају 2014. године Ен-Би-Си најављује да је серија Заједница отказана. Пар година раније, фанови серије су усвојили мантру "шест сезона и филм" из епизоде "Paradigms of Human Memory" у којој се Абед нада повратку Ен-Би-Сијеве серије The Cape. Стриминг платформе Нетфликс и Хулу су одбиле шансу да наставе емитовање Заједнице. Серија се касније наставља на стриминг платформи Јаху скрин. Последња епизода пете сезоне Заједнице је емитована 17. априла 2014. године. Ово је последња епизода Заједнице која је имала своју премијеру на каналу Ен-Би-Си.
Поред главне поставе, гостујуће улоге имају Нејтан Филион, Стив Аги, Паџет Брустер, Кевин Кориган, Дејвид Крос, Крис Елиот, Бен Фолдс, Ђина Гершон, Винс Гилиган, Валтон Гогинс, Тим Хајдекер, Мичел Хурвиц, Џен Киркман, Кејти Леклерк, Мајкл Макдоналд, Кумал Нанџијани, Б.Џ. Новак, Роберт Патрик, Еди Пепитон, Брајан Посен, Квестлав, Амбер Тамблин, Ерик Варахајм, и Пол Вилијамс.
Пета сезона Заједнице има позитивне критике и има оцену 80 на Метакритику.

### Шеста сезона
Прва епизода шесте сезоне Заједнице је први пут емитована на стриминг платформи Јаху скрин 17. марта 2015. године. Јаху скрин је најавио да је покупио Заједницу за финалну сезону у марту 2014. године. Шеста сезона је сачињена од 13 епизода. Нови карактери консултанткиње Франческе Дарт (Паџет Брустер) и изумитеља Елроја Паташика (Кит Дејвид) постају главни споредни карактери.
Глумица Ивет Никол Браун је морала да напусти последњу сезону серије да би се бринула о свом болесном оцу, али је имала гостујућу улогу у епизодама "Ladders" и "Emotional Consequences of Broadcast Television".
Иако је мантра серије била "шест сезона и филм" Јаху је планирао да сними више од једне сезоне Заједнице, али су уговори свих глумаца истекли после шест година рада на серији. Последња епизода серије Заједница је емитована 2. јуна 2015. године.
Поред главне поставе, гостујуће улоге имају Мет Бери, Брук Бeрнс, Џеј Чандрасехар, Ирина Чои, Вејн Федерман, Мет Гурли, Сет Грин, Стив Гутенберг, О-Лен Џоунс, Чарли Кунтз, Лиса Леб, Џејсон Манцукас, Рендал Парк, Данијел Шнајдер, Травис Шулд, Дино Стаматопулос, Брајан Ван Холт, Лук Јангблад, Дејвид Сејнт Џејмс, Стивен Вебер, Били Зејн, Ерин Мекгати, и Џастин Ројланд (који ће касније сарађивати са Хармоном на анимираној серији Рик и Морти).
Шеста сезона Заједнице има позитивне критике и има оцену 78 на Метакритику.

## Епизоде
| Сезона | Број епизода | Оригинално приказивање | Оригинално приказивање | Просек гледалаца (у милионима) | Место емитовања |
| ------ | ------------ | ---------------------- | ---------------------- | ------------------------------ | --------------- |
| 1      | 25           | 17. септембар 2009.    | 20. мај 2010.          | 5.0                            | Ен-Би-Си        |
| 2      | 24           | 23. септембар 2010.    | 12. мај 2011.          | 4.4                            | Ен-Би-Си        |
| 3      | 22           | 22. септембар 2011.    | 17. мај 2012.          | 4.0                            | Ен-Би-Си        |
| 4      | 13           | 07. фебруар 2013.      | 09. мај 2013.          | 3.5                            | Ен-Би-Си        |
| 5      | 13           | 02. јануар 2014.       | 17. април 2014.        | 3.0                            | Ен-Би-Си        |
| 6      | 13           | 17. март 2015.         | 02. јун 2015.          | /                              | Јаху Скрин      |

Прва сезона Заједнице је имала своју премијеру 17. септембра 2009. године у 21:30 увече на каналу Ен-Би-Си. После емитовања прве три епизоде, серија је померена да се емитује у 20 часова. Прва сезона је оригинално имала двадесет и две епизоде, али је Ен-Би-Си наручио да се сниме још додатне три у јануару 2010. године. У марту те године, Заједница је обновљена за другу сезону која би садржала двадесет и четири епизоде. Друга сезона је имала премијеру у септембру 2010. године. У марту 2011. године, серија је обновљена за трећу сезону. Трећа сезона је имала премијеру у септембру 2011. године. Ен-Би-Си је најавио да је серија обновљена за четврту сезону, али да ће та сезона имати само тринаест епизода. Такође су се појавиле вести да је Ден Хармон смењен као шоуранер за ову сезону. Ен-Би-Си је најавио да је серија обновљена за пету сезону, и да се Ден Хармон враћа као шоуранер серије у мају 2013. године. Након што је серија одбачена од стране Ен-Би-Сија, Јаху Скрин је купио серију и наручио шесту сезону са тринаест епизода. Прва епизода шесте сезоне је имала своју премијеру у марту 2015. године.
Велики број епизода у серији су назване тако да звуче као имена предмета на правим факултетима.

### Веб епизоде
Више различитих мини епизода су креиране и објављене на званичном сајту Гриндејл општинског факултета. Неке прате дан у животу декана Пелтона, друге прате Абеда који снима документарац о животу својих другара, пројекат из шпанског језика, и паузе од учења.
У марту 2012. године, најављено је да ће се креирати три ексклузивне анимиране епизоде које ће се емитовати на стриминг платформи Хулу. Назване "Абедов Главни Кључ" (енгл. Abed's Master Key), ове три веб епизоде прате Абеда који постаје деканов заменик и добија приступ главном кључу школе.

## Заједница Филм
Трачеви да се снима Заједница филм круже још од 2014. године. У интервјуу за Холивуд Репортер у јуну 2014. године, Зек ван Амбург из Сони Пикчрс је потврдио да је Заједница филм у раним фазама развоја. Када је упитан да ли ће филм бити креиран након завршетка шесте сезоне, Хармон је рекао
Рекао сам Јахуу, 'не могу да почнем да размишљам о писању филма док Заједница не почне да ми недостаје,'... Они су желели да крену и одмах сниме филм, и Јаху може то да учини. Они су као НСА.
Од завршетка шесте сезоне, Дени Пуди, Џоел Мекхејл, Алисон Бри, браћа Русо, и Ден Хармон су у разним интервјуима, рекли да су вољни да сниме Заједница филм. Трачеви о снимању филма су поново почеле када се оригинална постава (без Чевија Чејса) окупила да одглуми сценарио четврте епизоде пете сезоне ("Cooperative Poligraphy") у снимку уживо за сакупљање новца. У Q&A (Питања и Одговори) секцији која је снимљена након читања сценарија, постава је изразила жељу да сними Заједница филм.

## Ишчитавање сценарија
14. маја 2020. године, на званичном Јутјуб каналу Заједнице је објављено обавештење које најављује ишчитавање сценарија са глумачком поставом Заједнице које се преносило уживо на званичном Јутјуб каналу серије. Глумачкој постави (у којој се налазио Доналд Главер, али не и Чеви Чејс) се придружио и креатор серије Ден Хармон и глумац Педро Паскал, који је играо улогу Господина Стоуна.
Глумци су ишчитавали сценарио за четврту епизоду пете сезоне ("Cooperative Poligraphy"). Новац прикупљен током овог ишчитавања је дониран организацијама World Central Kitchen и Frontline Foods. Ишчитавање сценарија је преношено уживо на каналу 18. маја 2020. године.  На самом почетку снимка се такође појавио и Кит Слетедал који је био текстописац уводне песме серије.
Након ишчитавања сценарија, постава је имала Q&A (Питања и Одговори) секцију у којој су изразили жељу да сниме Заједница филм. Непознато је да ли ће се Чеви Чејс придружити снимању филма или не.

## Креација
Ден Хармон је базирао серију на својим искуствима док је ишао у Глендејл општински факултет у Лос Анђелесу у савезној држави Калифорнији. Он је уписао овај факултет да би покушао да спаси своју везу са тадашњом девојком. Док је студирао шпански на факултету, Хармон се зближио са једном групом за учење, иако није имао ништа заједничко са њима. Са овим на уму, Хармон је кренуо да пише серију са главним ликом који је био базиран на њему. Џеф је као и Хармон био егоиста и вук самотњак, пре него што је открио вредност ослањања на друге људе.
О начину писања, Хармон каже да је писао Заједницу као да је свака епизода засебан филм.

### Начин писања
Свака епизода Заједнице исписана је са Хармоновим "кругом прича" на уму. Хармонов круг прича представља начин структурисања приче у осам корака:
- Карактер се налази у зони комфора
- Карактер добија неку жељу или потребу
- Карактер одлази из зоне комфора у ситуацију која је њему непозната
- Карактер се адаптира на ситуацију у којој се налази
- Карактер добија шта је пожелео
- Карактер плаћа цену за оно што је пожелео
- Карактер се враћа у своју зону комфора
- Карактер се променио због овог путовања

Хармон је помогао серији да добије уникатан глас пошто је он дорађивао сценарије након што су они написани (изузетак је сезона четири када је Хармон био отпуштен као шоуранер). Неки од писаца који су радили на серији су Дино Стаматопулос, Крис Макена, Мет Варбуртон, Алекс Рубенс, и Џим Реш (који глуми декана Пелтона у серији) који је написао епизоду у четвртој сезони.
Заједница је позната по својим тематским епизодама које се играју са клишеима телевизијских серија. Најчешће тематске епизоде су везане за празнике (новогодишње епизоде и епизоде за Ноћ вештица), годишње пејнтбол епизоде, и епизоде које користе анимацију (епизода у другој сезони која користи глинену анимацију, и епизода у петој сезони која имитира стил анимирања Џи Ај Џо цртаћа из осамдесетих).

### Начин снимања
Велики део снимања је зависио од хемије унутар главне поставе. Хармон је рекао да су Доналд Главер, Џоел Мекхејл, и поготово Чеви Чејс сви сјајни импровизатори. Хемија између Пудија и Главера је била разлог зашто су Абед и Трој постали толико блиски пријатељи унутар серије. Ретке сцене екстериора факултета су снимљене на Државном факултету Лос Анђелеса, док је остатак серије (унутрашњост факултета) снимљен у једној од парцела Парамаунт Студија у Холивуду, у савезној држави Калифорнији. Ова парцела је коришћена за првих пет сезона серије. Шеста сезона серије (када је Јаху скрин преузео) је снимљена у Си-Би-Ес Студио Центру у Лос Анђелесу. Цела серија је снимљена једном камером, где је сваки кадар снимљен понаособ користећи исту камеру.

### Кастинг
У интервјуима, Хармон је нагласио важност доброг кастинга за комедију ове серије.
Карактер Абеда Надира је базиран на Абеду Гејту који је радио са Хармоном на Каналу 101. Оригинално, Гејт је требао да тумачи улогу Абеда Надира, али је улога припала Денију Пудију који је сазнао да је добио улогу на свој 30. рођендан.
Глумци Фред Вилард, Џон Клиз, и Сер Патрик Стјуарт су узети у обзир за улогу Пирса Хоторна пре него што је улога припала Чевију Чејсу. Хармон је био фан Чејса и успео је да га убеди да тумачи улогу када је Чејс прочитао сценарио Заједнице и остао одушевљен. Хармон је нагласио Чејсу да у овој улози не може глумити "паметњаковића" као што то обично чини, јер је карактер Пирса Хоторна често мета шала других карактера.
Глумац Џоел Мекхејл је отишао на аудицију за улогу Џефа Вингера када је прочитао сценарио Заједнице и био одушевљен. Мекхејл је тада био познат као водитељ емисије The Soup (ТВ Чорба) на каналу Е!, и пар месеци раније је отишао на аудицију за серију Момци из Информатичког одељења која никад није снимљена. Хармон је прокоментарисао да му се Мекхејл допао као Џеф Вингер јер је био допадљив, што је дозволило карактеру да има лоше особине, а да не испадне зликовац.
За улогу Ени Едисон, Хармон је желео да да улогу девојци Азијског или Латиноамеричког порекла, али нико није био прави за улогу. Улога је на крају дата Алисон Бри која је тада била позната због своје улоге у серији Људи са Менхетна. Карактер Ени Ким (у серији позната као Азијка Ени или Друга Ени) који се први пут појављује у трећој сезони представља алузију на оригиналну идеју за Ени.

### Музика
Музика коришћена у серији је мешавина оригиналних песама компонованих од стране композитора серије Лудвига Горансона и постојећих песама које су лиценциране за потребе серије. Део оригиналних песама унутар серије певају чланови глумачке поставе ("101 Rap", "Come, Take a Trip in Мy Airship"). У комплетној листи песама која је објављена 21. септембра 2010. године, налази се и песма "At Least It Was Here" од бенда The 88s која је песма уводне шпице серије.
Током серије више пута је споменута и одсвирана песма "Daybreak", џез музичара Мајкла Хагинса. Више карактера певуше ову песму у току серије, а у једном тренутку песма је пуштена на радију.
Песма "Roxanne" енглеског бенда The Police је коришћена у трећој епизоди треће сезоне, "Remedial Chaos Theory". Лиценцирање ове песме је наводно преузело већи део буџета треће сезоне серије.

## Критике
Хемптон Стивенс, новинар за магазин и веб-сајт Атлантик, у својој рецензији серије Заједница написао је: "[Заједница] је једна од најиновативнијих емисија у историји ситкома.", али је такође нагласио да: "Ако серија, у гигантској иронији, престане да пружа гледаоцима осећај заједнице, сва иновација овог света нас неће натерати да наставимо да гледамо."
Ти Џеј Дисабато, новинар за магазин и веб-сајт Обсервер дао је серији оцену 7 од 10 и написао о њој: "Упркос оригиналности серије, понекад хуманог садржаја и савршене ансамбл поставе карактера, материјал постаје веома застарео око четврте - пете сезоне."
Дејвид Кроу, новинар за веб-сајт Den of Geek назвао је серију култном и о њој написао: "За неке сећања групице из Гриндејла биће реална баш као да су њихова. Због овог наслеђа, Заједница ће увек бити миљама испред осталих програма на телевизији."
Од када је престала да се емитује, Заједница се појавила на више листа најбољих серија свих времена. Веб-сајт IGN је прогласио Заједницу као педесет и прву најбољу серију на својој листи "Топ 100 телевизијских серија свих времена". У књизи TV (The Book): Two Experts Pick The Greatest Shows Of All Time, критичари Алан Сепинвал и Мет Золер Сајц су рангирали Заједницу као педесет и четврту најбољу америчку ТВ серију.